# Racionalizam
Racionalizam je gnoseološki pravac (teorija spoznaje), filozofsko učenje, koje smatra da se objektivna stvarnost može spoznati samo mišljenjem, da se temelji na umu, razumu, intelektu. Riječ je latinskog porijekla.
U općem smislu racionalizmom nazivamo onaj pravac u teoriji spoznaje koji, bez obzira na to odbacuje li osjetilno iskustvo kao jedan od izvora i oblika naše spoznaje stvarnosti ili ne, smatra da je objektivnu stvarnost moguće spoznati samo mišljenjem, to jest da je spoznaja jedino dana u našem umu, razumu, intelektu
Postoje, dakle, istine koje su nezavisno od osjetilnog opažanja i iskustva ne potječu od njega, već su produkt takozvanog "čistog mišljenja", pa su prema tome i te istine i spoznaje apriorni ili urođeni oblici uma.
Francuz Rene Descartes, nizozemski Židov Baruch de Spinoza i Nijemac Leibniz dali su racionalistički filozofski okvir onom silnom zamahu matematike, mehanike, optike, revolucionarnom napretku prirodne znanosti uopće u 17. stoljeću.

## Etimologija
racionalizam, -zma lat. (ratio - razum, razbor, um, pamet)
smjer u teoriji spoznaje koji smatra (protivno od empirizma) da je razum vrelo i kriterij vjerodostojnoga znanja